# سید علی صالحی (بازیگر)
سید علی صالحی (زاده ۱۲ اسفند ۱۳۵۲) بازیگر سینما و تلویزیون اهل ایران است. وی در آثاری همچون سریال تلویزیونی «شوق پرواز»، سریال تلویزیونی «قرارگاه مسکونی» و سریال تلویزیونی «نون. خ» فعالیت داشته‌است.

«اکثر بازیگران که دوستان عزیز ما هستند، کرد هستند و همه در خطه خود بازیگر هستند، به درستی هم درخشیدند و چقدر دوست داشتنی هستند و ما در کنار آنها بسیار لذت بردیم. در سریال‌سازی به گویش کردی کمتر توجه شده بود و انتخاب این گویش و خطه کشورمان باعث شد مورد اقبال قرار گیرد. نکته دیگر این که قصه هم از درون خانواده است اتفاقات رایج را روایت می‌کند و مخاطب می‌تواند هم‌ذات‌پنداری کند و این باعث شده مردم کار را دوست داشته باشند و بسیار برای ما مطلوب است.»

— سید علی صالحی در گفتگو با خبرآنلاین

## حرفه
او زیر نظر حمید سمندریان و احمد آقالو، دوره‌های بازیگری را طی کرده‌است. سال ۱۳۷۱ اولین بار در قالب گروه حرکات موزون و در مجموعه تلویزیونی امام علی - ساخته داوود میرباقری - مقابل دوربین قرار گرفت و نقش کوتاهی را تجربه کرد. صالحی، علاوه بر بازیگری، به عنوان دستیار کارگردان، برنامه‌ریز و انتخاب‌کننده بازیگر، فعالیت داشته‌است.
صالحی با سریال کمربندها را ببندیم به کارگردانی مهدی مظلومی دیده شد و با حضور در سریال قرارگاه مسکونی به کارگردانی سید جواد رضویان معروف شد. اما نقش فریبرز در نون. خ او را محبوب کرد و موجب شناخته شدن او شد.

## فیلم‌شناسی

### سینما
| سال  | نام           | کارگردان             |
| ---- | ------------- | -------------------- |
| ۱۳۹۶ | هزارپا        | ابوالحسن داوودی      |
| ۱۳۹۶ | خجالت نکش     | رضا مقصودی           |
| ۱۳۹۲ | بیگانه        | بهرام توکلی          |
| ۱۳۸۸ | یک جیب پر پول | قدرت‌الله صلح میرزایی |
| ۱۳۸۴ | چپ دست        | آرش معیریان          |
| ۱۳۷۷ | هیوا          | رسول ملاقلی پور      |
| ۱۳۹۷ | زیر نظر       | مجید صالحی           |
| ۱۳۹۲ | پاشنه بلند    | علی عطشانی           |

### تلویزیون
| سال  | نام                | کارگردان        |
| ---- | ------------------ | --------------- |
| ۱۳۷۱ | امام علی           | داوود میرباقری  |
| ۱۳۷۲ | فاصله              | مجتبی یاسینی    |
| ۱۳۷۴ | لحظه‌های آشنا       | مجتبی یاسینی    |
| ۱۳۸۳ | کمربندها را ببندیم | مهدی مظلومی     |
| ۱۳۸۵ | قرارگاه مسکونی     | سید جواد رضویان |
| ۱۳۸۵ | روز رفتن           | جواد افشار      |
| ۱۳۸۸ | عید امسال          | سعید آقاخانی    |
| ۱۳۸۹ | زیر هشت            | سیروس مقدم      |
| ۱۳۹۰ | شوق پرواز          | یدالله صمدی     |
| ۱۳۹۰ | تا ثریا            | سیروس مقدم      |
| ۱۳۹۱ | چک برگشتی          | سیروس مقدم      |
| ۱۳۹۳ | پایتخت سه          | سیروس مقدم      |
| ۱۳۹۳ | مدینه              | سیروس مقدم      |
| ۱۳۹۳ | سال‌های ابری        | مهدی کرم پور    |
| ۱۳۹۴ | میکائیل            | سیروس مقدم      |
| ۱۳۹۴ | تنهایی لیلا        | محمدحسین لطیفی  |
| ۱۳۹۵ | قرعه               | برزو نیک‌نژاد    |
| ۱۳۹۸ | نون خ ۱            | سعید آقاخانی    |
| ۱۳۹۹ | نون خ ۲            | سعید آقاخانی    |
| ۱۴۰۰ | نون خ ۳            | سعید آقاخانی    |
| ۱۴۰۲ | نون خ ۴            | سعید آقاخانی    |

### نمایش خانگی
| سال  | نام         | کارگردان      |
| ---- | ----------- | ------------- |
| ۱۴۰۰ | جوکر        | احسان علیخانی |
| ۱۴۰۲ | ضد          | سعید ابوطالب  |
| ۱۴۰۱ | شب‌های مافیا | سعید ابوطالب  |
| ۱۴۰۱ | پدرخوانده   | سعید ابوطالب  |
| ۱۴۰۳ | داریوش      | هادی حجازی فر |